# Витковци
Витковци су насељено мјесто у општини Теслић, Република Српска, БиХ. Према попису становништва из 2013. године, у насељу је живјело 790 становника.

## Географија
Село се налази у сјеверном дијелу општине и чине га Горњи и Доњи Витковци. Брдовитог је типа, раштркано са многобројним групама засеока међусобно раздвојеним потоцима, бреговима, брежуљцима и сличним географским обиљежјима. Село нема одређен центар насеља, али су друштвена догађања сконцентрисана око школе и цркве.

## Култура
Црква Св. Цара Константина и Царице Јелене у Витковцима Храм је Српске православне цркве удаљен од централне школе 1 км, подигнут на једном од многобројних брегова. Градња је завршена 2003. године, а црква је посвећена Светом цару Константину и царици Јелени, 2. маја 2004. године. До тада, Витковци нису имали властиту цркву, него су гравитирали према цркви у (Церовици) на Гојаковцу Црква Светих апостола Петра и Павла у Церовици.

## Образовање
У насељу се налази Основна школа „Вук Караџић“. У саставу школе је централна деветоразредна у Доњим Витковцима и подручна петоразредна у Горњим Витковцима. Од шестог до деветог разреда има по једно одјељење, а од првог до петог разреда су комбинована одјељења. Број дјеце у школи је у опадању, што је уопштен ток кретања у већини школа Републике Српске. У близини школе налази се пошта и амбуланта.

## Саобраћај
Саобраћајно, село је везано асфалтним путем за Јелах у Федерацији БиХ, а асфалтним путем за Жарковину и лошим неасфалтираним за Церовицу у Републици Српској.
Витковци су се до рата налазили у саставу општине Тешањ.

## Становништво
| Националност       | 1991.          | 1981.          | 1971.          | 1961. |
| Срби               | 1.214 (92,88%) | 1.265 (92,27%) | 1.057 (93,37%) | 1.080 |
| Хрвати             | 80 (6,12%)     | 83 (6,05%)     | 64 (5,65%)     | 37    |
| Југословени        | 9 (0,69%)      | 18 (1,31%)     | 1 (0,09%)      |       |
| Црногорци          |                | 3 (0,22%)      | 3 (0,26%)      |       |
| Муслимани          | 1 (0,07%)      |                |                |       |
| остали и непознато | 3 (0,22%)      | 2 (0,14%)      | 7 (0,61%)      |       |
| Укупно             | 1.307          | 1.371          | 1.132          | 1.117 |

| Демографија | Демографија | Демографија |
| Година      | Становника  | Становника  |
| ----------- | ----------- | ----------- |
| 1961.       | 1.117       |             |
| 1971.       | 1.132       |             |
| 1981.       | 1.371       |             |
| 1991.       | 1.307       |             |
| 2013.       | 790         |             |